# Јован Евхаитски
Свети Јован је хришћански светитељ. Био је митрополит евхаитски. Зван је Маврон. Био је веома образован, али и веома побожан. Тек у старости при цару Алексију Комнину, постао је митрополит евхаитски. У хришћанској традицији помиње се да су му се јавили Cвети Василије, Григорије Богослов и Јован Златоуст и тај догађај слави се 12. фебруара као Света Три Јерарха. После тог виђења и објашњења које су дали Јовану смирила се препирка у народу око тога, ко је од та три светитеља већи, а ко мањи. Још је Cвети Јован саставио познати канон Исусу Сладчајшем, и канон Анђелу Хранитељу, а поред тога оставио је и друге духовне списе. Преминуо је 1100. године.
Српска православна црква слави га 14. јуна по црквеном, а 27. јуна по грегоријанском календару.